# سواتاوا (ناحیه سوکولوف)
سواتاوا (به چکی: Svatava) یک منطقهٔ مسکونی در جمهوری چک است که در ناحیه سوکولوو واقع شده‌است. سواتاوا ۱۱٫۵۸ کیلومتر مربع مساحت و ۱٬۶۶۰ نفر جمعیت دارد.